# Іван Андрій Говера

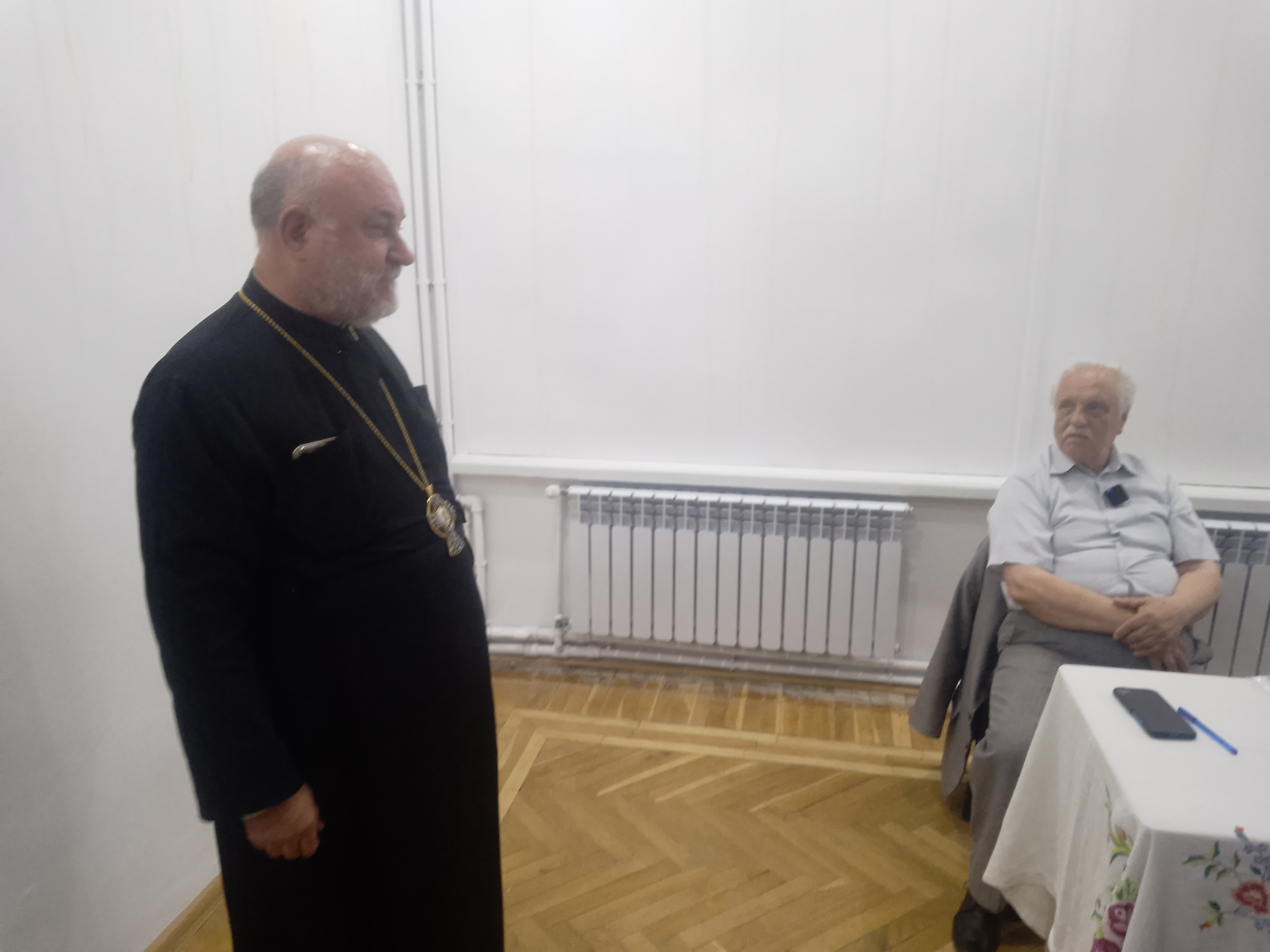
Андрій Говера на презентації книг Миколи Горбаля "Дорогами Патріарха" та "У пошуках Христа"

Іван Андрій Говера (нар. 2 травня 1966, Івано-Франківськ) — священник УГКЦ, митрофорний протоієрей, доктор богослов'я, синкел у справах мирян Тернопільсько-Зборівської архиєпархії УГКЦ, член Національної спілки письменників України (2023).

## Життєпис
Народився 2 травня 1966 року в Івано-Франківську в сім'ї Ярослава і Марії. Рідний брат Йосафата Говери (*1967), єпископа УГКЦ, екзарха луцького та Василя Говери (*1972),священника УГКЦ, апостольського адміністратора для католиків візантійського обряду в Казахстані та Центральній Азії.
У 1990 році закінчив підпільну духовну семінарію у Львові, яку поєднував із навчанням у Косівському технікумі народних художніх промислів імені В. Касіяна.
У 1996 році о. Іван Андрій закінчив вищі богословські студії Люблінського католицького університету і захистив ліценціат.
З грудня 1993 року обіймав посаду пароха Катедри Непорочного Зачаття Пресвятої Богородиці в Тернополі, згодом став деканом міста Тернополя.
З 2006 року — синкел у справах мирян Тернопільсько-Зборівської архиєпархії УГКЦ.
У 2017 році у Папському Східному інституті захистив докторську дисертацію на тему «Літургійне життя священиків та вірних УГКЦ в період підпілля (1946—1989 рр.)».
«Людина року — 2024» на Тернопільщині.

## Твори
- Симфонія Кафедрального собору. Минуле і сучасність / о. О. Глубіш, Н. Шподарунок. Тернопіль: Джура, 1999.
- Біблія у моєму житті (методичний збірник). Тернопіль: Джура, 2004.
- Короткий правильник поведінки християнина у Божому храмі. Тернопіль: Підручники і посібники, 2007.
- Катедра. Тернопіль: Джура, 2009.
- Підпільна семінарія УГКЦ. Тернопіль: Джура, 2010.
- Літургія підпільної церкви. Рим-Тернопіль: Джура, 2014.
- Будівничий Віри. Тернопіль, 2019.
- Літургійне життя священиків та вірних в Українській греко-католицькій церкві. Львів: Свічадо, 2019.
- Дев'ятниця до святого Антонія Падевського. Тернопіль: Джура, 2022.